# Irrigazione per scorrimento
Il sistema di irrigazione per scorrimento è uno dei sistemi di irrigazione a gravità (insieme all'irrigazione per sommersione e all'irrigazione per infiltrazione laterale). Il campo sul quale è applicato deve essere dotato di una certa pendenza, che può essere naturale o creata artificialmente mediante opportuna sistemazione.

## Tecnica
L'acqua si riversa sul campo grazie a un fossetto adduttore perfettamente orizzontale, denominato adacquatrice, posto a monte del campo, e scorre sulla superficie da irrigare sotto forma di un velo sottile e uniforme per tutta la durata dell'adacquamento sino a raggiungere il grado di saturazione desiderato per il terreno. L'acqua eventualmente in eccesso viene raccolta a valle del campo mediante un fossetto colatore. La forma e superficie della singola parcella da irrigare sono in funzione del corpo d'acqua. Affinché questa venga tutta assorbita si richiede quindi che le dimensioni dei campi siano tali da permetterne il completo assorbimento. In genere è la tradizione e l'esperienza che determinano queste dimensioni. 
Nel caso in cui ci si appresta a sistemare i campi per questo sistema di irrigazione, si cerca di ottenere campi corti aumentandone la larghezza piuttosto che la lunghezza. Inoltre più è elevata la permeabilità del terreno, più rapida deve essere la distribuzione dell'acqua.

## Metodi
I metodi irrigui per scorrimento sono:
- Metodo ad ala
  - semplice (per terreni in pendenza)
  - doppia (tipico delle marcite lombarde)
- Metodo a fossatelli (per irrigazione di prati e pascoli di montagna)
- Metodo su "campoletto" (per prati ed erbai su terreno di medio impasto con pendenze del 3-10‰)
- Metodo "a spianata" (per colture foraggere su terreno di medio impasto con buona permeabilità)

## Svantaggi del sistema per scorrimento
È un sistema non adatto ai terreni argillosi per ovvi problemi di permeabilità. Poiché l'acqua è in movimento, si presentano problemi di erosione e dilavamento, con conseguenti spese per la manutenzione delle adacquatrici e dei cavi colatori. L'efficienza dell'irrigazione è molto bassa a causa dell'acqua che percola in profondità. A causa di questo sono richiesti corpi d'acqua dell'ordine di 100-200 litri/s.